# Khướu bụi phao câu hung
Khướu bụi phao câu hung (danh pháp hai phần: Stachyris maculata) là một loài chim thuộc họ Họa mi. Khướu bụi phao câu hung phân bố ở Brunei, Indonesia, Malaysia, Singapore, và Thái Lan. Môi trường sinh sống tự nhiên của nó là rừng đất thấp ẩm nhiệt đới hoặc cận nhiệt đới. Nó bị đe dọa mất môi trường sống..